# Sicherheitsausrüstung auf Sportbooten

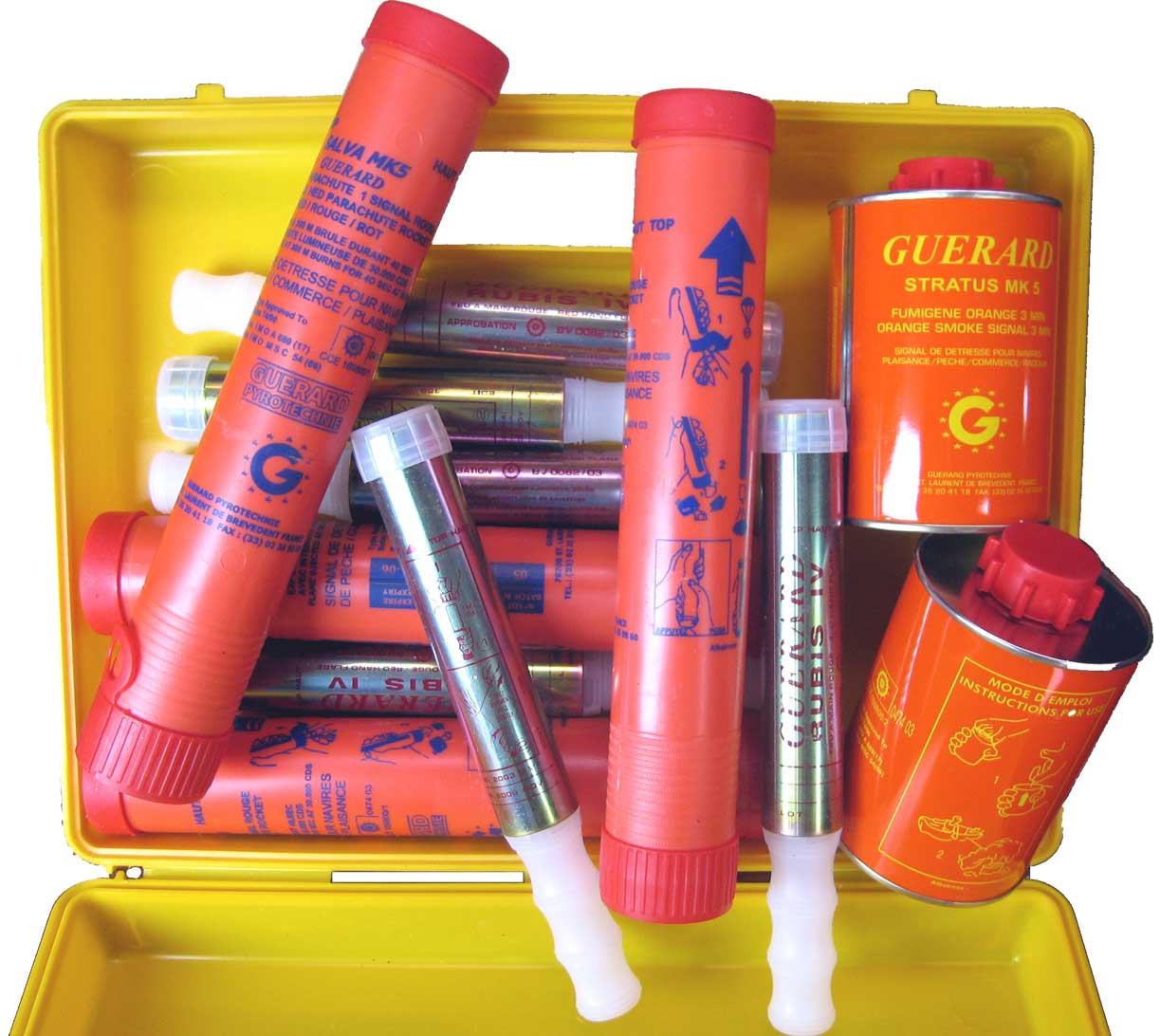
Koffer mit Seenotsignalmitteln

Die erforderliche Sicherheitsausrüstung auf Sportbooten wird grundsätzlich durch die Vorschriften des Staates festgesetzt, unter dessen Flagge es fährt. Fährt das Sportboot aber in fremden Hoheitsgewässern, können auch Hafenstaatsregelungen hinzukommen, z. B. dass eine Rettungsinsel erforderlich ist.  Sportboote sind keine voll ausrüstungspflichtigen Schiffe nach der SOLAS-Vorschriften, nur im Kapitel V gibt es einige Punkte, die für Schiffe beliebiger Größe und damit für Sportboote international gelten. Die Staaten legen damit die Ausrüstungspflicht je nach befahrenden Gewässern (Binnenseen, Küstengebiete, Hochsee) und der Größe des Sportbootes weitgehend selbständig fest.
Die bezeichneten Gegenstände müssen dauernd gebrauchsfertig an Bord mitgeführt werden. Der Schiffsführer ist dafür verantwortlich, dass die Sicherheitsausrüstung vollständig und einsatzbereit ist, das gilt auch bei Miet- oder Charterbooten. Zudem ist der Schiffsführer für die Einweisung der Besatzung in die Sicherheitsausrüstung verantwortlich. Fehlende geforderte Sicherheitsausrüstung führt im Regelfall zu Bußgeld gegenüber dem Skipper, bei schwerwiegenden Mängeln kann seitens der Behörden eine Weiterfahrt untersagt werden.
Welche Sicherheitsausrüstung bei Havarien empfehlenswert ist, versuchte das englische Magazin Yachting Monthly mit ihrer Crashtest-Yacht herauszufinden.

## SOLAS-Konvention
Die SOLAS-Konvention regelt international die Ausrüstungsvorschriften für die Berufsschifffahrt. Sportboote fallen grundsätzlich nicht unter diese Vorschrift, Kapitel V enthält allerdings einige Vorschriften, die für sämtliche seegehenden Schiffe und damit Sportboote gelten. Dabei können aber die Länder Erleichterungen für Schiffe unter 150 und 500 Bruttoraumzahl (BRZ) oder Fischereischiffe zulassen. (Regel 1)
Damit ist grundsätzlich für alle Sportboote folgendes mitzuführen, wenn der Flaggenstaat nicht weitergehende Ausnahmen zulässt. (Regel 19)
- Magnetkompass
- Peilkompass oder sonstiges Gerät um Seitenpeilungen vornehmen zu können
- Deviationstabelle, auch automatisiert
- Seekarten und nautische Veröffentlichungen in Papierform oder elektronisch.
- Ist die Seekarte elektronisch muss eine Redundanz vorhanden sein.
- Einen Empfänger für Globales Navigationssatellitensystem oder terrestrische Funknavigation
- Unter 150 BRZ einen Radarreflektor, wenn baulich möglich.
- Bei geschlossener Brücke ein Empfangssystem für akustische Signale
- Ein Telefon von der Brücke zum Notruderraum, wenn notwendig

Sind die Sportboote größer als 150 BRZ gelten weitergehende Ausrüstungspflichten, die auch insbesondere Ersatzgeräte betreffen. Weiter enthält SOLAS Kapitel 5 Vorschriften, die den Schiffsführer zu aktiver Unterstützung bei der Vermeidung von oder Hilfeleistung bei Havarien verpflichten. So muss er versuchen, die Küstenwache zu informieren, falls er Schifffahrtsgefahren ausmacht, die noch nicht gemeldet wurden. Darunter fallen unerwartet starke Winde oder gefährliches Treibgut. Auch Schiffsführer von Freizeitschiffen sind dazu verpflichtet, in Seenotfällen Hilfe zu leisten, sofern es die Möglichkeiten zulassen.
Vorgeschrieben ist auch eine ausreichende Routenplanung, die auf das verwendete Schiff, die Erfahrung und Größe der Crew und die erwarteten Wetterbedingungen Rücksicht nimmt.

## Schweiz

### Ausrüstungsgegenstände auf Binnenseen
Die Schweizerische Binnenschifffahrtsverordnung (SR 747.201.1) verlangt für Sportboote die folgende Mindestausrüstung. Die Bodenseeschifffahrtsordnung, die auf dem ganzen Bodensee und dem Hochrhein von Stein am Rhein bis Schaffhausen gilt, enthält äquivalente Weisungen.
Für alle Schiffstypen
Es muss für jede sich an Bord befindliche Person ein Einzelrettungsmittel – in der Regel eine Rettungsweste – oder ein Platz in einem Sammelrettungsmittel – Rettungsboote oder Rettungsinseln – vorhanden sein. Auf den verhältnismäßig kleinen Jachten der Binnenseen sind Rettungsboote oder Rettungsinseln aufgrund ihres Platzbedarfes und ihres Preises eher unüblich. Rettungskissen, also schwimmende Sitzpolster, wie sie früher bei Motorbooten verbreitet waren, gelten nicht mehr als Rettungsmittel.
Ruderboote
- Schöpfer oder Eimer (im Seemannsjargon auch Ösfass oder die Pütz)
- Horn oder Mundpfeife
- Tauwerk

Segelschiffe bis 15 m2 Segelfläche
Zusätzlich:
- Bootshaken
- Notflagge
- Ruder oder Paddel, sofern das Schiff damit fortbewegt oder gesteuert werden kann

Segelschiffe mit mehr als 15 m2 Segelfläche und Motorschiffe bis 30KW Motorleistung
Zusätzlich:
- Anker mit Trosse oder Kette
- Hupe oder Horn
- Motor und Motorräume sind gemäß der gängigen Norm gegen Feuer zu schützen
- Rettungswurfgerät mit einer Schwimmleine

Motorschiffe mit mehr als 30 kW Antriebsleistung
Zusätzlich:
- Lenzpumpe

Schiffe, die dem gewerbsmäßigen Personentransport für weniger als 12 Personen dienen, benötigen außerdem:
- Verbandkasten
- Feuerlöscher
- Schallgerät
- Kompass
- Ersatzlichter

Kompass, Radar oder Satellitennavigationssystem sind für Schiffe vorgeschrieben, die bei unsichtigem Wetter (Nebel, Schneetreiben) auslaufen wollen.
Lichterführung
Schiffe, die Nachts unterwegs sind, müssen in der Lage sein, die entsprechend der benötigten Lichterführung vorgeschriebenen Lichter zu setzen.

### Yachten unter Schweizer Flagge
Die Ausrüstung einer Yacht muss mindestens folgende Dinge umfassen, um einen Flaggenschein beantragen zu können:
Rettungsmittel

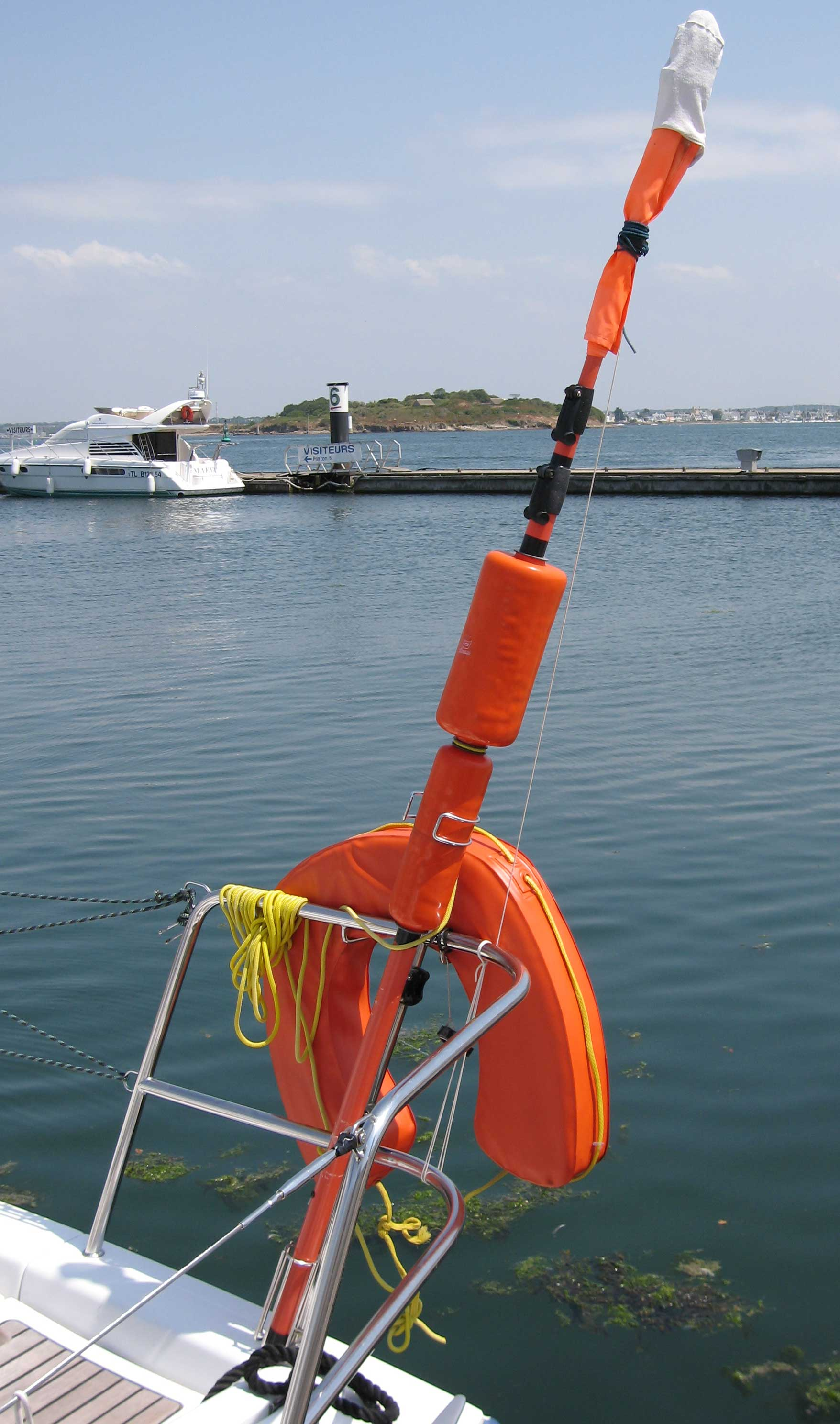
Boje zum Markieren einer ins Wasser gefallenen Person, am Heckkorb befestigt

- Vorrichtung zur Ortung und Rettung von über Bord gefallenen Personen, z. B. PLB oder AIS.
- drei rote Handfackeln, drei Seenotraketen mit Fallschirm, zwei Rauchsignale
- Signalisierspiegel
- eine oder mehrere aufblasbare Rettungsinseln mit einem Gesamtfassungsvermögen für alle Personen an Bord
- pro Person eine Rettungsweste
- pro Person ein Lifebelt und Sicherheitsgurt
- pro Person eine wasserdichte Lampe
- Vorrichtung, die einer im Wasser befindlichen Person die Besteigung an Bord ermöglicht, etwa eine Rettungsleiter oder ein Bergesystem. Die Sportbootrichtlinie verlangt mittlerweile zwingend eine Aufstiegshilfe, die auch von Personen im Wasser aktiviert werden kann – eine an der Heckklappe befestigte Badeleiter erfüllt dieses Kriterium nicht.
- fest installierte oder tragbare Beleuchtung zur nächtlichen Suche nach einer im Wasser befindlichen Person
- Bordapotheke mit Anleitung
- Flaggen N und C

Feuerschutz und Feuerbekämpfung
- mindestens zwei Handfeuerlöscher von mind. 2 kg
- eine Löschdecke in der Nähe der Kochstelle

Abpumpen von Wasser (Lenzen)
- eine Handlenzpumpe, die vom Cockpit aus bedient werden kann
- ein fest installiertes Lenz-System für alle Abteilungen
- Eimer, Wasserschöpfer und Schwamm

Navigationsausrüstung
- Gerät zum Empfangen von Seewetterberichten
- vom Steuerstand aus sichtbarer fest installierter Magnetkompass
- aktuelle Seekarten auf Papier oder elektronisch
- Material zur Routenplanung
- die für das Fahrtgebiet erforderlichen nautischen Dokumente
- Verzeichnis der Gezeiten
- Signalbuch
- Internationale Regeln zur Verhütung von Zusammenstößen auf See (KVR)
- Logbuch
- Log mit Zähler
- Tiefenmesser

Ausrüstung
- Positionslichter und Ankerlichter gemäß KVR
- zwei Anker mit Ankertrossen je nach Fahrtgebiet des Schiffs
- Schlepptrosse  von  mindestens 5-facher Schiffslänge
- Radarreflektor
- Notsteueranlage oder Notpinne
- Havariewerkzeug
- Wantenschneider für Segelschiffe
- Reffvorrichtung der Segel bei Sturm, bei einer Rollreffanlage muss die Sturmfock gesetzt werde können, ohne dass die Genua abgeschlagen werden muss
- Nebelhorn
- Treibanker

Kommunikationssysteme (freiwillig)
- VHF-Funkgerät
- Seenotfunkbaken

## Deutschland
Für Deutschland wurde SOLAS Kapitel 5 für Sportboote auf See zur privaten Nutzung für sogenannte große Sportboote umgesetzt. Das sind Sportboote die eine Kajüte und eine Übernachtungsmöglichkeit besitzen und zur Seefahrt jenseits der Basislinie geeignet sind. Darüber hinaus werden etwa vom Bundesministerium für Verkehr und digitale Infrastruktur Ausrüstungsempfehlungen ausgegeben. Die Empfehlungen werden allerdings teilweise zu Vorschriften, wenn die Schiffe professionell eingesetzt werden, also z. B. für Charterfahrten.
In Deutschland gibt es die Ausrüstungsempfehlungen des Bundesamtes für Seeschifffahrt und Hydrographie (BSH). Des Weiteren gibt es Sicherheitsrichtlinien des Deutschen Seglerverbandes (DSV) sowie Forderungen des Germanischen Lloyds. Von Untersuchungsstellen wird immer wieder kritisiert, dass die Ausrüstungspflicht in Deutschland nicht ausreichend sei und z. B. keine Pflicht zum Tragen (oder Mitführen) von Rettungswesten besteht. Im Untersuchungsbericht zu einem tödlich verlaufenen Mann-über-Bord-Unglück kritisiert die Bundesstelle für Seeunfalluntersuchung diese laschen Vorschriften und fordert, eine Rettungswestentragepflicht zu prüfen.

### Gesetzliche Ausrüstungspflicht
- Positionslaternen, vom BSH zugelassen, einschließlich Reserveglühbirnen,
- Signalkörper
- Schallsignalgeräte

### Empfohlene Mindestsicherheitseinrichtung
- Ohnmachtssichere Rettungsweste für jede Person
- Kompass
- Lenzpumpen (zwei Systeme von 5 bzw. 6 m³/h Leistung, davon eine handbetrieben)
- Pütz
- Eimer, Ösfass
- Bootshaken
- Taschenlampe
- Fernglas
- Feuerlöscher
- Anker
- Schleppleine
- Signalhorn
- Lifebelt
- Rettungsring mit Wurfleine
- Notsignale
- Sturmstreichhölzer
- Erste-Hilfe-Kasten
- Rundfunkempfänger
- Seekarten
- Seebücher

### Empfohlene Zusatzausrüstung
- Allgemein: Seefunkanlage, NAVTEX-Gerät, Internationales Signalbuch, Radarreflektor, Signalflaggen, Bordapotheke, Reservekanister, Ersatzteile, Werkzeug.
- Navigation: Peilkompass, Echolot, Log, Navigator, Barometer, Sextant, Chronometer, Kartenzirkel, Kursdreiecke, Logbuch, Uhr.
- Schwerwetter: Sturmfock, Trysegel, Reffeinrichtung, Reservepinne, Treibanker, Drahtschere, Leckdichtungsmittel, Beil.
- Seenot: Mann-über-Bord-Boje mit Nachtrettungslicht, Rettungsinsel, EPIRB, Radartransponder.